# مجلس الكنائس العالمي
مجلس الكنائس العالمي (بالإنجليزية: World Council of Churches)‏ هو مجلس كنائس علمي تأسس في سنة 1948، ويتضمن معظم الكنائس البروتستانتية والأرثوذكسية شرقية، لكنها لا تتضمن الكنيسة الرومانية الكاثوليكية وهي موجودة فيها بصفة مراقب. وقد أنشأ هذا المجلس مع بدأ فترة المسكونية حيث بدأت الكنائس تدعو للوحدة.
جميع الكنائس الموجودة في هذا المجلس تؤمن أن يسوع المسيح هو المخلص طبقاً لنصوص الإنجيل وتؤمن بالثالوث، يقع مقر مجلس الكنائس في المجلس المسكوني في جنيف في سويسرا. ويضم هذا المجلس عدد كبير من الطوائف وألتي يتبعها أكثر من 590 مليون نسمة في العالم في 150 دولة. وتتضمن 520 ألف أبرشية يخدمها 493 ألف كاهن ومعلمين ولاهوتيين.

## وصلات خارجية
- الموقع الرسمي